# فيروسات مصفرة (نبات)
فيروسات مصفرة (بالإنجليزية: Luteoviridae)‏ هي فصيلة من الفيروسات، تضم الأجناس التالية:
- فيروس مصفر: يضم نوع فيروس الشعير الأصفر القزم
- (بالإنجليزية: Polerovirus)‏: يضم نوع فيروس التفاف أوراق البطاطا
- (بالإنجليزية: Enamovirus)‏: يضم نوع فيروس تبرقش زوائد البازلاء (فيروس موزاييك وزوائد البازلاء)[3]